# Verano asesino
Verano asesino (francés: L'été meurtrier) es el título de una película francesa dirigida por Jean Becker en 1983. Está protagonizada por Isabelle Adjani, quien ganó por segunda vez el Premio César como mejor actriz. La película fue un gran éxito en Francia y se vendieron 5.137.040 de entradas, siendo la segunda película más taquillera del año.
Está basada en una novela de 1977 por Sébastien Japrisot (cuyo nombre real es Jean-Baptiste Rossi).
Con 9 nominaciones en los Premios César, también contó con la nominación a la Palma de Oro en el Festival de Cannes. La actriz Suzanne Flon, quien interviene en la película como actriz secundaria, también obtuvo un Premio César.

## Sinopsis
La historia transcurre en 1976. Elliane, más conocida como "Elle", es una hermosa joven de 20 años que se va a vivir a una pequeña ciudad situada en el sur de Francia, junto a su madre introvertida de origen alemán y su padre Gabriel, un hombre paralítico de carácter difícil que no quiere hacerse cargo de ella.
Elliane es el resultado de una violación en la que su madre fue la víctima de tres hombres que se encontraban en una furgoneta para entregar un piano. La joven se encuentra atrapada en la realidad y solo desea poder vengarse de aquel delito.
Un mecánico de automóviles, Florimond, se enamora de ella, y la mujer se da cuenta de que el padre de este era un inmigrante italiano que había poseído un piano que tres hombres llevaban en una furgoneta hace muchos años. Con la intención de tomar medidas contra la familia del mecánico para reparar el daño sufrido por su madre, Elliane comienza a perder el control cuando se entera de que los hombres de los que sospecha haber cometido la violación son inocentes.
El padre de Elliane se había vengado de los violadores años antes, y esto le produce a ella un estado que afecta a su salud mental: queda traumatizada y tiene que ser atendida por un médico psiquiatra y es internada en un hospital. Florimond comprende todo lo que le ha sucedido a ella y decide matar a los sospechosos a pesar de que eran inocentes.

## Reparto
- Isabelle Adjani como Eliane Wieck, conocida como'Elle'.
- Alain Souchon como Fiorimonto 'Florimond' Montecciari, conocido como 'Pin-Pon'.
- Suzanne Flon como Nine, conocida como 'Cognata', tia de Pin-Pon
- Jenny Clève como Madame Montecciari, madre de 'Pin Pon'.
- Maria Machado como Paula Wieck Devigne, conocida como 'Eva Braun', la madre de Elle.
- Evelyne Didi como Calamité.
- Jean Gaven como Leballech.
- François Cluzet como Mickey.
- Manuel Gélin como Boubou.
- Roger Carel como Henri, conocido como 'Henri IV'.
- Michel Galabru como Gabriel Devigne, padre de 'Elle'.
- Martin Lamotte como Georges Massigne.
- Marie-Pierre Casey como la señorita Tussaud, enfermera.
- Cécile Vassort como Josette.
- Edith Scob como la doctora.
- Maïwenn Le Besco como 'Elle' niña.

## Producción

### Casting
Antes de comenzar el rodaje, el director de la película, Jean Becker, tenía en mente darle el papel principal a Isabelle Adjani, pero ésta no había estado de acuerdo al ver que aparecían varias escenas de desnudos en particular. Valerie Kaprisky fue la segunda opción para interpretar el personaje y ensayó el papel, pero en el último momento Isabelle Adjani estuvo de acuerdo en protagonizar la película. 
El papel de Fiorimond fue propuesto a Gerard Depardieu, pero este se negó a interpretarlo y Patrick Dewaere se suicidó antes de dar una respuesta.

### Rodaje
La mayor parte de la película se rodó en Vaucluse y en pequeños pueblos de Luberon : Saint-Saturnin-les-Apt, Gargas , Murs, Roussillon , Villars y Lioux.
El rodaje de la película se llevó a cabo en una situación muy difícil, ya que el equipo de producción y los actores estaban deshidratados. La iluminación de la película fue cancelada debido a que los focos utilizados producían temperaturas de hasta 50° y, en consecuencia, el ambiente era extremadamente caluroso. Jean Becker añadió que "todo el mundo estaba sudando".

## Diferencias con la novela
A pesar de que la película es bastante fiel a la narración de la novela de Sébastien Japrisot, la adaptación incluye algunos cambios, especialmente hacia el final. En la obra de Japrisot, Florimond se arrepiente cuando se da cuenta de que los hombres perversos eran inocentes, algo que la lleva a acudir a la policía. 
En la novela, por lo tanto, no se termina matando a Leballech y Touret. Por otra parte Florimond se da cuenta a través de Elliane de la inocencia de los hombres gracias a las investigaciones personales como los archivos del periódico, no gracias a la historia de su padre como sucede en la película.

## Reconocimientos

### Festival de Cannes
- Película nominada para el Palma de oro - Jean Becker[2]

### Premios César
| Año  | Categoría               | Nominado/a         | Resultado |
| ---- | ----------------------- | ------------------ | --------- |
| 1984 | Mejor película          | Jean Becker        | Candidato |
| 1984 | Mejor director          | Jean Becker        | Candidato |
| 1984 | Mejor actriz            | Isabelle Adjani    | Ganadora  |
| 1984 | Mejor actor             | Alain Souchon      | Candidato |
| 1984 | Mejor actriz de reparto | Suzanne Flon       | Ganadora  |
| 1984 | Mejor actor de reparto  | François Cluzet    | Candidato |
| 1984 | Mejor montaje           | Jacques Witta      | Ganador   |
| 1984 | Mejor guion adaptado    | Sébastien Japrisot | Ganador   |
| 1984 | Mejor música            | Georges Delerue    | Candidato |